# 渡辺水央
渡辺 水央（わたなべ みずお、1971年 - ）は、神奈川県出身の漫画評論家、フリーライター。
数々の漫画のキャラクターの心理を分析した著書を多数執筆。実際にあった事件の人物の心理を重ね合わせ、文章化している。宝島社「このマンガがすごい!」のメインライターの一人でもある。
漫画以外にも、音楽・映画等に関する執筆活動も行っている。

## 主な著書
- DEATH NOTE 完全心理解析書
- 封神演義完全解析書
- フルーツバスケット（恋愛チェックBOOK）
- ベルセルク深層心理分析書
- 朝霧の巫女完全解析書
- LOVE MODE カップル恋愛解析書
- ちょびっツ恋愛心理解析書
- 犬夜叉キャラクター心理分析書
- あずみ心理解析書
- HELLSING完全心理解析書
- トライガン・マキシマム深層心理解析書
- 幻想サイキックバトル